# Рат, Герхард фон
Герхард фон Рат (нем. Gerhard vom Rath; 20 августа 1830, Дуйсбург, Рейнская провинция — 23 апреля 1888, Кобленц) — немецкий учёный-геолог, минералог и путешественник.

## Биография
Был профессором минералогии и геологии, в Бонне и директором минералогического музея.
Открыл тридимит, указал на квадратную кристаллическую систему лейкита, исследовал полевые шпаты и извергаемые вулканами горные породы и установил несколько новых типов горных пород, напр. тоналит и авгит-сиенит.
Совершил геологические исследования рейнской вулканической области, Швейцарии, Тироля, Италии, Норвегии, Эльбы, Тосканы, Калабрии, Сицилии. Венгрии и Семиградии.
Иностранный член-корреспондент Императорской Санкт-Петербургской академии наук c 5 декабря 1880 года — Физико-математическое отделение (по разряду физических наук).